# Gijs Besselink
Gijs Besselink, né le 16 juin 2004 à Heeten aux Pays-Bas, est un footballeur néerlandais qui joue au poste de milieu central au FC Twente.

## Biographie

### FC Twente
Né à Heeten aux Pays-Bas, Gijs Besselink commence le football avec le club local du SV Heeten avant d'être formé par le FC Twente qu'il rejoint en 2013 et passe par toutes les catégories de jeunes des moins de dix ans jusqu'à l'équipe première. Le 14 juillet 2023 il signe un nouveau contrat avec son club formateur, le liant au club jusqu'en juin 2025, avec une année supplémentaire en option,.
Besselink joue son premier match en professionnel le 10 août 2023, lors d'une rencontre qualificative pour la phase de groupe de la Ligue Europa Conférence 2023-2024 face au Riga FC. Il entre en jeu à la place de Ricky van Wolfswinkel et son équipe s'impose par deux buts à zéro. Le jeune milieu de 19 ans s'illustre lors du match retour le 17 août 2023, pour sa deuxième apparition pour Twente, en marquant un but après son entrée en jeu, son premier en professionnel. Il contribue ainsi à la victoire des siens par trois buts à zéro, et la qualification de son équipe pour le tour suivant,.
Il joue son premier match d'Eredivisie, la première division néerlandaise, le 3 septembre 2023, lors quatrième journée de la saison 2023-2024 face au FC Volendam. Il entre en jeu à la place de Michel Vlap lors de cette rencontre remportée par son équipe sur le score de deux buts à zéro.
Le 6 août 2024, Besselink fait sa première apparition en Ligue des champions, face au RB Salzbourg. Il entre en jeu et son équipe est battue par deux buts à un,.